# Agares

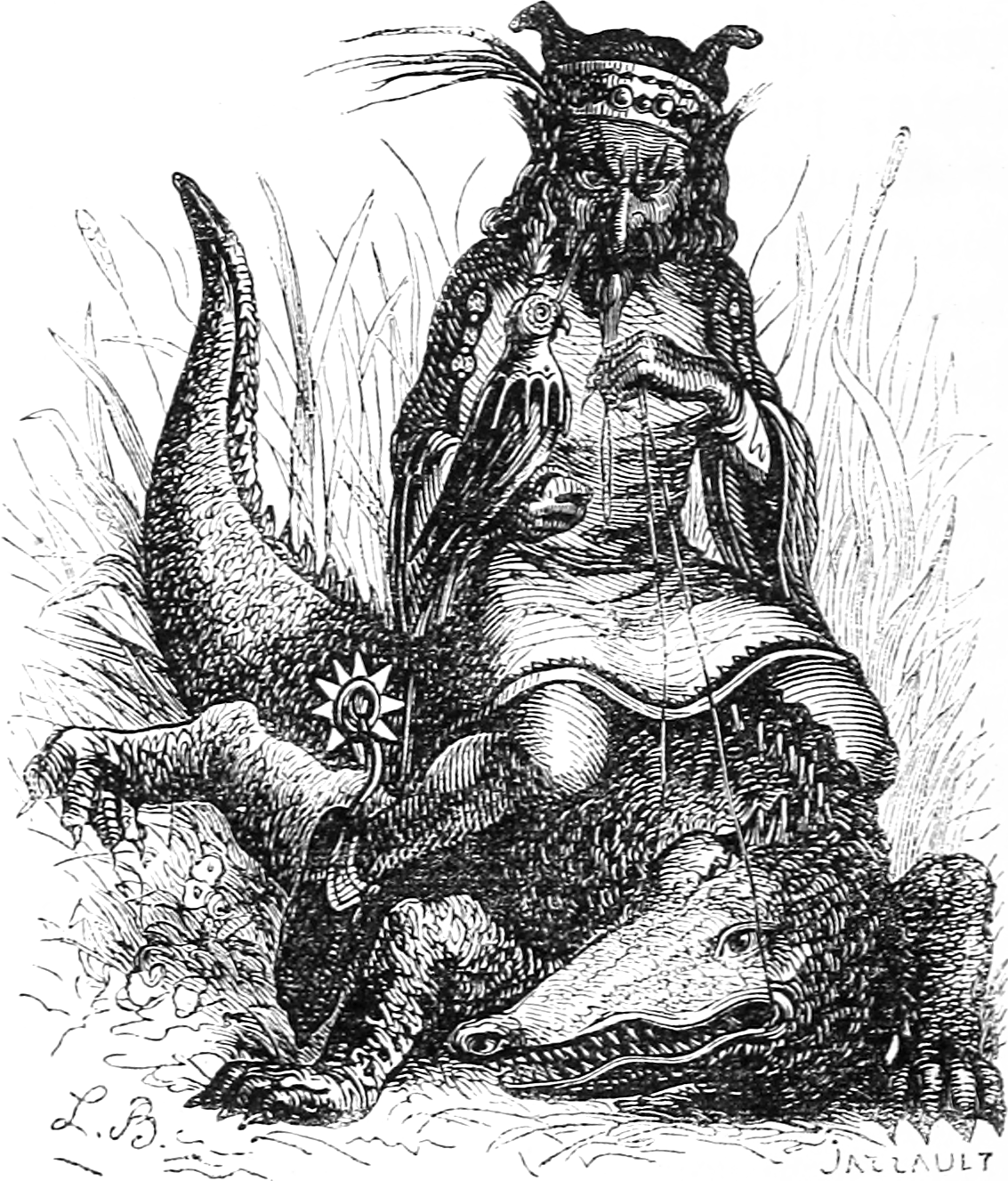
Agares (Collin de Plancy Diccionario infernal, París, 1863).

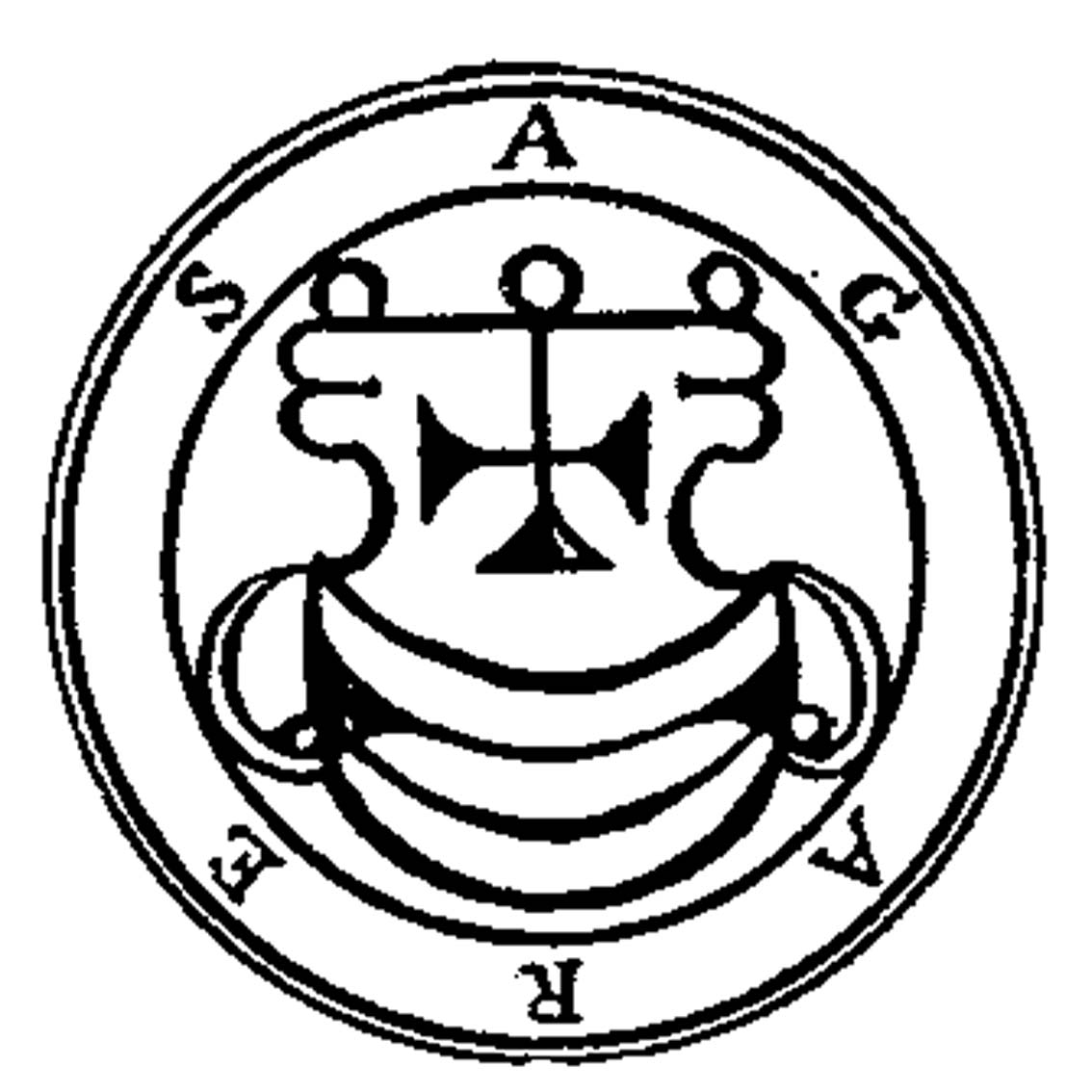
Sello de Agares.

En demonología, Agares (en griego: ἀγαυρός, lit. 'valiente', 'noble' o 'fiero'), también llamado Ageres, Agaros o Aguarès, es un gran duque del infierno que comanda treinta y una legiones de demonios. Perteneció a la orden de las Virtudes antes de la caída de los ángeles rebeldes. Puede hacer que los fugitivos regresen, causar terremotos y enseñar lenguas, encontrando placer en dar a conocer expresiones inmorales.
Es mencionado en grimorios como el Ars Goetia y Pseudomonarchia daemonum. Es descrito como un hombre viejo que monta a un cocodrilo y en su puño lleva un halcón. De acuerdo con el Libro de San Cipriano, Agares está bajo el mando de Lucífugo Rofocale.